# Rainiero (cardinal, 1213)
Pour les articles homonymes, voir Rainiero.
Rainiero (né dans le diocèse de Todi ou à Orvieto, Italie et mort  le 18 juin 1217 ou 1221), est un cardinal italien de l'Église catholique du XIIIe siècle, nommé par le pape Innocent III. Il est membre de l'ordre des Chanoines réguliers de Ste. Marie de Bologne.

## Biographie
Le pape Innocent III crée Rainiero cardinal lors du consistoire de 1213.